# Santi Baró i Raurell
Santi Baró i Raurell (Olesa de Montserrat, 1965) és un escriptor català.

## Biografia
Als 16 anys va començar a treballar com a joier al taller de joieria dels seus pares. Tot i que volia ser dramaturg, influenciat per la seva participació des de ben petit a La Passió d'Olesa, va acabar fent d'escriptor, tasca per la qual ha rebut diversos premis. No va ser fins al 1995 que es va decidir a viure de les seves novel·les, i es va dedicar únicament a escriure durant dos anys. Després d'un llarg període sense producció editorial, va publicar El noi que tenia mil anys (2004) i Nit de sang (2006). Aquesta darrera obra va obtenir el 2n Premi Juvenil Barcanova. A partir d'aleshores i gairebé de manera ininterrompuda, Santi Baró ha publicat una desena de novel·les, dues de les quals destinades a públic adult i amb certa notorietat: El rei d'Uruk, que quedà finalista del Premi Ramon Llull l'any 2008, i Tres en ratlla, que relata premonitòriament les manifestacions de l'11 de setembre de 2012 a Barcelona. Actualment combina la seva feina d'escriptor amb la realització de diversos tallers d'escriptura per a nois i noies d'institut.

## Obra

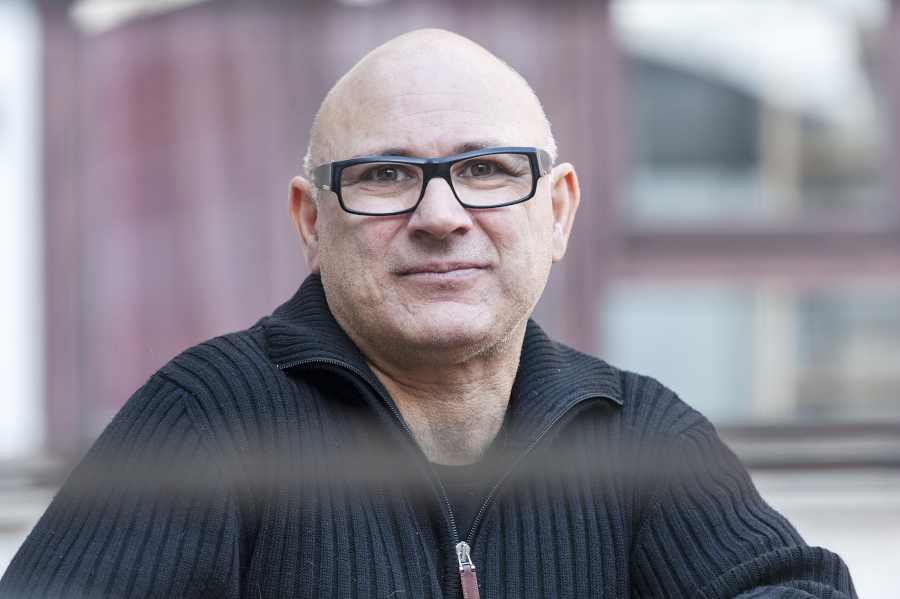
Santi Baró

- Amagats (2024, Edicions del Bullent)
- Aitana té 100K (2023, Andana)
- Boggiedown (2020, Fanbooks)
- La filla de la tempesta (2019, Grup62)
- Memorias de un cadáver (2016, SM)
- El noi de la novel·la (2016, Bromera)
- L'efecte Calders (2016, La Galera)
- El Informe Ahnenerbe (2016, Ediciones B)
- La luna de hielo (2016, SM)
- El darrer conte de Les mil i una nits (2016, Baula)
- Fario (2014, Cruïlla)
- (text) Les Aventures de l'Abella indepe (2014)
- Extra, el noi que parlava amb els esperits (2013, Oxford)
- Tres en Ratlla (2012, Random House)
- La Gran O (2011, Cruïlla)
- El Secret de la marea (Barcanova)
- La lluna de gel (2010, Barcanova)
- El retorn a la terra (2010, Estrella Polar)
- Paisatge sobre tela (2010, Barcanova)
- Un contra onze (2010, Cruïlla)
- L'Home que es posava vermell (2010, edicions paper d'estrassa)
- El rei d'Uruk (2008, Random House Mondadori)
- Nit de sang (2006, Barcanova)
- El noi que tenia mil anys (2004, Barcanova)
- Joc de dames (1998, El Bullent)
- No vaig tenir temps de plorar (1998, El Mèdol)
- Temporada de caça (1996, Columna)
- Des de les seves estones lluïdes (1995, ajuntament d'Ascó)

## Premis
- Premi Joaquim Ruyra 2015[3]
- Premi de novel·la juvenil Gran Angular 2011[4] i 2014[5]
- Premi de novel·la Barcanova juvenil 2010[6]
- Premi de novel·la Esport i Ciutadania 2009[7]
- Finalista Gran Premi de les Lletres Catalanes Ramon Llull 2008[8]
- Finalista Premi Barcanova de novel·la infantil i juvenil 2006[9]
- Premi de novel·la Sant Just 1997[10]
- Premi de novel·la Vila d'Ascó 1996 i 1997[11]
- Finalista Enric Valor 1996